# Tobias Wegener

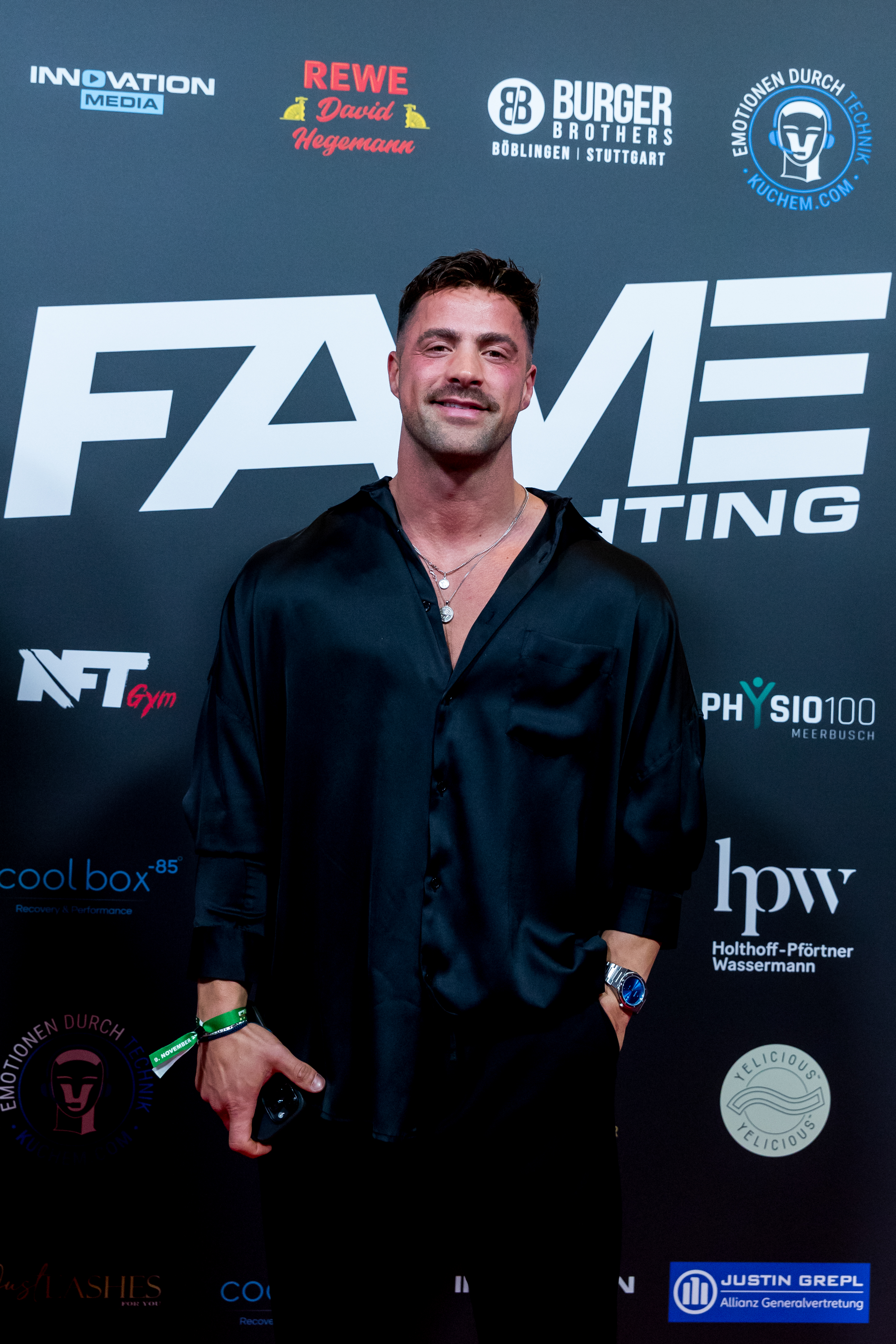
Tobias Wegener beim Fame Fighting (2024)

Tobias „Tobi“ Wegener (* 13. April 1993 in Velbert) ist ein deutscher Reality-TV-Teilnehmer und Influencer. Bekanntheit erlangte er durch seine Mitwirkung an den TV-Formaten Love Island (2018), Promi Big Brother (2019) und Promis unter Palmen (2020).

## Leben
Tobias Wegener stammt aus Velbert im Niederbergischen Land, wo er mit drei jüngeren Geschwistern bei seiner alleinerziehenden Mutter aufwuchs. Ab seinem 12. Lebensjahr half er regelmäßig im Ladengeschäft seiner Tante aus, wo er Regale einräumte und mit dem verdienten Geld zum Lebensunterhalt der Familie beitrug. Er ist gelernter Maler und Lackierer.
Mediale Bekanntheit erlangte Wegener durch seine Teilnahme als Kandidat in der 2. Staffel der Dating-Reality-Show Love Island, die im September/Oktober 2018 auf RTL II ausgestrahlt wurde. Wegener war aufgrund seines Instagram-Profils für die Show entdeckt und als Kandidat eingeladen worden. Er wurde bei Love Island in kurzer Zeit zum „Publikumsliebling“ und erreichte mit seiner Partnerin Natascha Beil im Finale der Show den 2. Platz. Aufgrund seiner Fähigkeit, seinen Mitkandidaten Liebesratschläge zu erteilen, erhielt er von Moderatorin Jana Ina Zarrella den Spitznamen „Dr. Love“. Im Oktober 2018 gab das Paar seine Trennung bekannt.
Wegener, der bis kurz nach dem Ende von Love Island in seinem erlernten Beruf arbeitete, konnte sich seither als Influencer einen Namen machen.
Im August 2019 nahm er an der 7. Staffel der TV-Show Promi Big Brother teil, wo er vom Sender Sat.1 als „Womanizer mit Herz“ vermarktet wurde und den 3. Platz erreichte. Von der Boulevardpresse und verschiedenen Illustrierten wurde insbesondere sein „Big Brother“-Flirt mit der Laiendarstellerin und Mitkandidatin Janine Pink medial dargestellt. Im November 2019 nahm Wegener an der SAT.1-Realityshow Promis unter Palmen teil, wo er im Finale den 4. Platz belegte.
Wegener lebt in Velbert.

## TV-Auftritte
- 2018: Love Island (RTL ll)
- 2019: Promi Big Brother (Sat.1)
- 2019: Sat.1-Frühstücksfernsehen (Gastauftritt; gemeinsam mit Janine Pink, Joey Heindle und Ramona Elsener)
- 2020: Promis unter Palmen – Für Geld mache ich alles! (Sat.1)
- 2020: Pocher – gefährlich ehrlich! (RTL)
- 2020, 2021: Die Festspiele der Reality Stars – Wer ist die hellste Kerze? (Sat.1)
- 2020: Krass Schule – Die jungen Lehrer (RTL ll) (Gastauftritt)
- 2020: Grill den Henssler (VOX)
- 2021: Prominent und obdachlos (RTL ll)
- 2021–2023: Promi Big Brother – Die Late Night Show (Sat.1)
- 2021: Das Supermarkt-Quiz (RTL II)
- 2022: Skate Fever – Stars auf Rollschuhen (RTL ll)
- 2023: RTL Turmspringen (RTL)
- 2024: Schlag den Besten (RTL)
- 2024: The 50 (Prime Video)
- 2024: Good Luck Guys (Joyn)
- 2025: CoupleChallenge – Das stärkste Team gewinnt (RTL ll)